# 孟津区
孟津区（もうしん-く）は中華人民共和国河南省洛陽市に位置する市轄区。

## 行政区画
- 街道:西霞院街道、康楽街道、吉利街道、河陽街道
- 鎮:城関鎮、会盟鎮、平楽鎮、送荘鎮、白鶴鎮、朝陽鎮、小浪底鎮、麻屯鎮、横水鎮、常袋鎮

## 交通

### 道路
- 高速道路
  -  連霍高速道路
  -  二広高速道路
  -  済洛高速道路
- 国道
  - G208国道
  - G310国道（中国語版）